# Dalmatius z Rodez
Svatý Dalmatius z Rodez také Dalmas či Dalmace (? - 580?) byl franským biskupem Rodez.
Narodil se v Galii. Stal se biskupem v Rodez roku 524. Podle katolické církve trpěl pod vládou vizigótského krále Amalaricha, který byl ariánem. Roku 535 se zúčastnil koncilu v Clermontu, který mezi svými šestnácti dekrety zastával názor, že udělení biskupské důstojnosti musí být podle zásluh a nikoli jako výsledek intrik. Roku 541 se zúčastnil čtvrtého koncilu v Orléans a po svém návratu podnikl pouť k hrobu svatého Martina z Tours.
Svatý Řehoř z Tours o něm píše, že nechal postavit kostel, přičemž se ho snažil neustále přestavět, takže a ani v době jeho smrti nebyl dostavěn. Podle jeho závěti požádal krále Childeberta II., aby se jeho nástupcem stal muž, který nebude cizinec, nebude žádostiv a ženat. Jeho nástupcem se měl stát muž, který stráví celý čas chválením Boha.
Zemřel asi roku 580.